# Baurechtskompromiss
Als Baurechtskompromiss bezeichnet man im deutschen Recht die Fortentwicklung der planerischen Eingriffsregelung durch die Anwendung der naturschutzrechtlichen Eingriffsregelung im Bauleitplanverfahren.
Der Baurechtskompromiss dient der Umsetzung des Nachhaltigkeitsprinzips, wie es in der Habitat Agenda der zweiten Konferenz der Vereinten Nationen über menschliche Siedlungen (Habitat II) vom Juni 1996 konkretisiert ist. Eine nachhaltige Siedlungsentwicklung soll danach wirtschaftliche Entwicklung, Beschäftigungsmöglichkeiten und sozialen Fortschritt im Einklang mit der Umwelt gewährleisten.

## Anlass
Städtebau und Umweltschutz stehen in einem natürlichen Konkurrenzverhältnis. Die städtebauliche Entwicklung und die Beanspruchung von Grund und Boden haben direkte Auswirkungen auf Natur und Landschaft.
Über die Bedeutung und den Stellenwert des Naturschutzes herrschte bis in das Jahr 1993 weder auf der Ebene der Bauleitplanung noch der Baugenehmigung Einigkeit. Kontrovers diskutiert wurden einerseits die Einwirkungen der naturschutzrechtlichen Eingriffsregelungen unter den Aspekten der städtebaulichen Vorwirkung und unter dem Gebot der planerischen Konfliktbewältigung. Andererseits war auf der Ebene des Baugenehmigungsverfahrens die Anwendbarkeit der naturschutzrechtlichen Eingriffsregelung umstritten. Eine bundesweit einheitliche gesetzliche Regelung gab es nicht.
Insbesondere steigender Wohnraumbedarf hat in den 1990er Jahren zu einer grundlegenden Neuregelung des Verhältnisses von Bauplanungs- und Bauordnungsrecht zur naturschutzrechtlichen Eingriffsregelung geführt. Während die fachliche Bestimmung dessen, was ein Eingriff in Natur und Landschaft ist, und die Anwendbarkeit der naturschutzrechtlichen Eingriffsregelung im Bundesnaturschutzgesetz geregelt bleibt (Legaldefinition in § 14 Abs. 1 BNatschG), bestimmen sich die Rechtsfolgen und der Vollzug der aufgrund der Bauleitplanung zu erwartenden Eingriffe nach Maßgabe des Baugesetzbuchs (§ 18 Abs. 1 BNatschG, § 1a Abs. 3 BauGB).
Insofern hat die gesetzliche Neuregelung einen Kompromiss zwischen Naturschutz und Baurecht herbeigeführt.

## Inhalt und Bedeutung
Mit dem Investitionserleichterungs- und Wohnbaulandgesetz 1993 wurde § 8a Abs. 1 in das Bundesnaturschutzgesetz eingefügt, durch das Bau- und Raumordnungsgesetz (BauROG) 1998 dann § 1a in das Baugesetzbuch. Heute findet sich die Regelung in § 18 Abs. 1 BNatSchG, die in das BauGB zurückverweist.
Die Belange des Naturschutzes und der Landschaftspflege sowie die Vermeidung und der Ausgleich voraussichtlich erheblicher Beeinträchtigungen des Landschaftsbildes sowie der Leistungs- und Funktionsfähigkeit des Naturhaushalts sind seitdem bei der Aufstellung der Bauleitpläne in der Abwägung nach § 1 Abs. 7 BauGB zu berücksichtigen. Die naturschutzrechtlichen Belange rücken dabei in die Nähe eines Optimierungsgebots.
Das Besondere des § 1a BauGB besteht darin, dass die in der Abwägung zu berücksichtigenden Naturschutzbelange über das Integritätsinteresse hinaus, falls dieses nicht gewahrt werden kann, auf das Kompensationsinteresse erweitert werden. Sind nach den planerischen Darstellungen bzw. Festsetzungen bei Verwirklichung des Plans durch bestimmte Vorhaben erhebliche Eingriffe in den Naturhaushalt zu erwarten, so sind diese Eingriffe durch die gleichzeitige Darstellung bzw. Festsetzung von Ausgleichsflächen auf konkreten Flurstücken oder andere geeignete Maßnahmen zu kompensieren (§ 1a Abs. 3 Satz 2, § 5 Abs. 2a, § 9 Abs. 1a BauGB). Die Durchführung des Ausgleichs kann auch in einem städtebaulichen Vertrag vereinbart werden. Letztlich geht es um eine Flächenbilanz, um einer ökologischen Verschlechterung des Gemeindegebiets entgegenzuwirken. Ein unmittelbarer räumlicher Zusammenhang zwischen Eingriff- und Ausgleichsfläche ist nicht zwingend erforderlich (§ 200a BauGB).